# Oncomelania hupensis
Oncomelania hupensis е вид охлюв от семейство Pomatiopsidae. Видът не е застрашен от изчезване.

## Разпространение и местообитание
Разпространен е в Индонезия (Сулавеси), Китай (Анхуей, Гуанси, Дзянси, Дзянсу, Съчуан, Фудзиен, Хубей, Хунан, Чунцин и Юннан), Филипини и Япония (Кюшу, Хоншу и Шикоку).
Обитава сладководни басейни и реки в райони с тропически климат.